# コーリー・アッシュ
コーリー・アッシュ（Corey Ashe 、1986年3月14日 - ）は、アメリカ合衆国・バージニア州バージニアビーチ出身の元プロサッカー選手。元サッカーアメリカ合衆国代表。現役時代のポジションはDF（LSB）、FW（LWG）。

## 経歴

### クラブ
2007年のMLSスーパードラフトで、全体26人目にヒューストン・ダイナモの指名を受け入団。初年度から左サイドハーフのレギュラーを獲得した。2011年3月のシアトル・サウンダーズFC戦でリーグ通算100試合出場を達成。2011年、マンチェスター・ユナイテッドFCを招いて開催されたオールスターゲームに出場した。
2015年7月14日、金銭トレードでオーランド・シティSCに移籍。
2015年12月、コロンバス・クルーにフリーで加入。

### 代表
年代別代表ではU-17チームで副キャプテンを務め、2003 FIFA U-17世界選手権、トゥーロン国際大会2008に出場した。フル代表では何度か招集を受けたが、結局出場することは無かった。

## タイトル

### クラブ
ヒューストン・ダイナモ
- MLSカップ: 2007
- MLSウェスタン・カンファレンス: 2007
- MLSイースタン・カンファレンス: 2011, 2012

### 代表
- CONCACAFゴールドカップ (1): 2013